# الزویر
اِلزِویر (به هلندی: Elsevier، تلفظ هلندی: اِلسِفیر) نام یکی از بزرگترین ناشرین مطبوعات پزشکی و علمی جهان است. این مؤسسه در آمستردام قرار دارد. در حالی که در آمریکا، انگلستان و جاهای دیگر نیز فعالیت‌های مهمی دارد.

## پیشینه
الزویر نام خویش را از نام یک چاپخانه قدیمی هلندی به نام «خانهٔ الزویر» گرفته‌است. خاندان الزویر مدتها در کشور هلند به امر فروش کتاب و چاپ کتاب مشغول بوده‌اند. بنیانگذار این خاندان لودیک الزویر در شهر لیدن زندگی می‌کرد و این تجارت را در سال ۱۵۸۰ شروع کرد.

## سازمان امروزی
سازمان امروزه در سال ۱۸۸۰ تأسیس شد. تولیدات اولیه آن شامل ژورنال لانست، سل و کتاب‌هایی شامل آناتومی گری و ساینس‌دایرکت، که مجموع ژورنال‌های الکترونیکی بود. اخیراً الزویر مرجع دادگان اینترنتی خود به نام اسکوپوس را ارائه کرده‌است.
| گزارش سالانه رید الزویر ۲۰۱۱                             | گزارش سالانه رید الزویر ۲۰۱۱     | گزارش سالانه رید الزویر ۲۰۱۱ |
| -------------------------------------------------------- | -------------------------------- | ---------------------------- |
| گردش مالی                                                | یورو ۶٬۹۰۲ میلیون                |                              |
| سود بدون مالیات                                          | یورو ۱٬۰۹۰ میلیون                |                              |
| گزارش سالانه رید الزویر ۲۰۱۲                             |                                  |                              |
| درآمد                                                    | پوند ۲٬۰۶۳ میلیون (+۰٫۲٪ از '۱۱) |                              |
| گردش مالی                                                | پوند ۷۸۰ میلیون (+۱٫۶٪ از '۱۱)   |                              |
| گزارش الزویر را مشاهده کنید؛ گردش مالی = سود؛ سود ناخالص |                                  |                              |

## تحریم الزویر
در ۲۱ ژانویه ۲۰۱۲، تیموتی گاوئرز ریاضیدان، با اشاره به دیگر افراد در این زمینهٔ علمی که قبلاً به‌طور خصوصی آن را تحریم کرده‌اند، اعلام کرد الزویر را تحریم خواهد کرد. سه دلیل برای تحریم نرخ بالای اشتراک برای ژورنالهای انفرادی، جمع کردن اشتراک به ژورنالهای با ارزش و اهمیت متفاوت و حمایت الزویر از قانون توقف سرقت آنلاین، قانون حفاظت از آی‌پی و قانون آثار پژوهشی است.
در پی آن طوماری خواهان توقف همکاری با الزویر (یعنی ارسال مقالات به ژورنالهای آن، داوری نکردن و شرکت نکردن در هیئت ویراستاری) در سایت بهای دانش ظاهر شد. تا فوریه ۲۰۱۲ بیش از ۵۰۰۰ آکادمیست آن را امضا کرده بودند. تا مه۲۰۱۲ بیش از ۱۰۰۰۰ محقق آن را امضا کرده بودند.
الزویر ادعاها را رد کرد و استدلال کرد نرخ زیر متوسط صنعتی است و جمع کردن گزینه‌های مختلفی دارد. در فوریه با انتشار بیانیه‌ای حمایت‌اش را از قانون آثار پژوهشی پس گرفت.
موسسات علمی و دانشگاهی آلمانی به شکل جدید دیگری خواستار تغییر در شیوه پرداختن به الزویر شدند، قرار بوده‌است اگر الزویر توافق آن‌ها را قبول نکند، در اول ژانویه ۲۰۱۷ چیزی بیش از ۶۰ مؤسسه آلمانی، اشتراک خود را با الزویر قطع کنند.

## تحریم ایران
در اردیبهشت ۱۳۹۲ انتشارات الزویر سردبیران، داوران و ویراستاران آمریکایی خود را از پذیرش مقاله‌های پژوهشگران ایرانی که در سازمان‌های دولتی کار می‌کنند، منع کرد.